# Dicirculaspis philippina
Dicirculaspis philippina är en insektsart som beskrevs av Ben-dov 1988. Dicirculaspis philippina ingår i släktet Dicirculaspis och familjen pansarsköldlöss.
Artens utbredningsområde är Filippinerna. Inga underarter finns listade i Catalogue of Life.